# Султан (собака)
Султан (конец 1930-х — начало 1950-х) — служебный пёс породы немецкая овчарка. Работал в розыскной службе городского отдела милиции Ленинграда. Прообраз главного героя фильма «Ко мне, Мухтар!». Чучело Султана экспонируется в Культурном центре ГУ МВД России по г. Санкт-Петербургу и Ленинградской области.

## Биография
Пёс Султан породы немецкая овчарка родился в конце 1930-х годов в Ленинграде в милицейском питомнике. Сотрудник Ленинградского уголовного розыска Пётр Серапионович Бушмин выбрал его для обучения в качестве служебной собаки для работы в условиях города. Специальные экзамены Султан сдал на «отлично», после чего был зачислен на розыскную службу в городской отдел милиции. Пёс отличался выдающимся чутьём и преданностью хозяину.
Первым серьёзным преступлением, раскрытым при участии Султана, было ограбление магазина на окраине города. Прибыв на место преступления, пёс взял след. Пройдя около 8 километров он настиг преступников и принял участие в их задержании.
Во время советско-финляндской войны Султан с Петром Бушминым принимали участие в поиске вражеских десантников. В годы Великой Отечественной войны пёс продолжал работать в блокадном Ленинграде. Многие квартиры опустели, участились квартирные кражи. Султан с хозяином периодически были в засаде по нескольку дней, чтобы взять воров с поличным. Им удалось задержать трёх дворников, обворовывавших квартиры офицеров Балтийского флота.
11 января 1943 года, за день до начала наступательной операции «Искра», призванной прорвать блокаду Ленинграда, на военном аэродроме Сосновка у некоторых самолётов пропали бомбовые прицелы. На место происшествия прибыл Пётр Бушмин с Султаном. У одного из самолётов был обнаружен клок ватника, по которому было решено сделать опознание преступника. Поскольку аэродром усиленно охранялся, подозрение пало на его сотрудников. Во время опознания Султан указал на одного из техников. После допроса выяснилось, что он был завербован немцами. Пропавшие бомбовые прицелы были найдены закопанными в снегу рядом с его землянкой и в тот же день возвращены на самолёты.
Султан проработал в уголовном розыске десять лет. Он принял участие примерно в четырёх тысячах операций. С его помощью было задержано около трёх тысяч преступников, вражеских разведчиков и диверсантов. Султан оказал помощь в раскрытии 996 преступлений. Благодаря ему государству было возвращено украденного имущества на сумму около трёх миллионов рублей. За успешное выполнение наиболее важных заданий Султан получал усиленный паёк.
В 1949 году Султан был отправлен на пенсию. В возрасте 13 лет он потерял зрение, а затем и слух. На пенсии Султан продолжал жить в милицейском питомнике, а последние месяцы провёл дома у Петра Бушмина.
После смерти Султана по приказу начальника Ленинградского уголовного розыска из него было изготовлено чучело для Ленинградского музея криминалистики. Чучело стало частью экспозиции, посвящённой работе Султана в Ленинградском уголовном розыске.

## В культуре
В 1959 году Ленинградский музей криминалистики посетил известный советский писатель Израиль Меттер, работавший тогда над сценарием к фильму «Это случилось в милиции». Будучи большим любителем собак, Меттер заинтересовался судьбой Султана и решил посвятить ему одно из своих литературных произведений. Писатель познакомился с Петром Бушминым, который поведал ему биографию Султана. В 1960 году Израиль Меттер написал повесть «Мурат», изданную отдельной книгой в 1961 году. В 1964 году на киностудии «Мосфильм» вышла экранизация этой повести — фильм «Ко мне, Мухтар!».
В конце 1940-х годов скульптор Вера Семёновна Драчинская выполнила на Ленинградском фарфоровом заводе статуэтку «Овчарка». Прообразом для неё послужил пёс Султан.